# Manukan
Manukan ist eine philippinische Stadtgemeinde in der Provinz Zamboanga del Norte. Sie hat 36.526 Einwohner (Zensus 1. August 2015).

## Baranggays
Manukan ist politisch in 22 Baranggays unterteilt.
- Dipane
- Disakan
- Don Jose Aguirre
- East Poblacion
- Gupot
- Libuton
- Linay
- Lingatongan
- Lupasang
- Mate
- Meses
- Palaranan
- Pangandao
- Patagan
- Poblacion
- Punta Blanca
- Saluyong
- San Antonio
- Serongan
- Suisayan
- Upper Disakan
- Villaramos